# Karine Vanasse
Karine Vanasse, född 24 november 1983 i Drummondville, Québec, är en kanadensisk skådespelare.
Vanasse har bland annat medverkat i TV-serierna Avant le crash, Pan Am och Hidden Assets.

## Filmografi (i urval)
- 2011–2012 – Pan Am (TV-serie)
- 2022–2023 – Avant le crash (TV-serie)
- 2023 – Hidden Assets (TV-serie)